# 76-mm BPK-76 (rückstoßfreies Geschütz)
76-mm BPK-76 (russisch батальонная пушка Курчевского, Transkription: 76-mm Bataljonaja–Puschka Kurtschewskowo, deutsch: 76-mm Bataillonsgeschütz von Kurtschewski) war ein 1930 entwickeltes sowjetisches rückstoßfreies Geschütz.

## Die Waffe

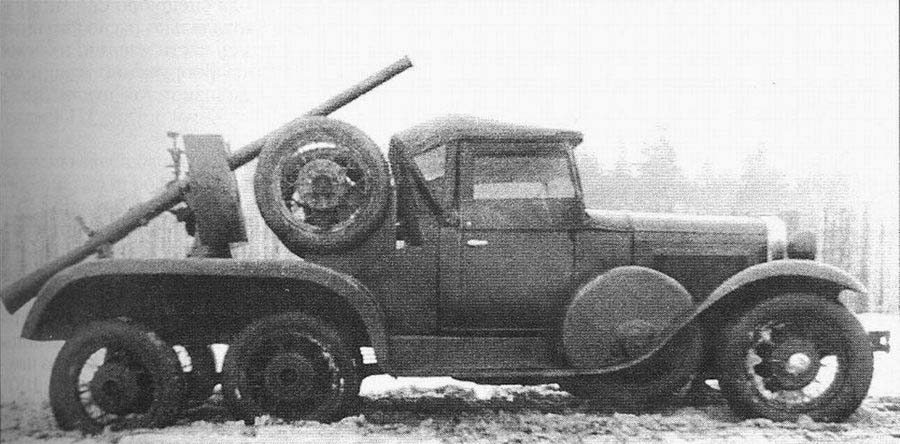
SU-4: BPK-76 auf GAZ-A

Die Kanone wurde von Leonid Kurtschewski entwickelt. Die Glattrohrwaffe ist unter mehreren Bezeichnungen (BPK-76 76-mm Kurchevsky dynamo-reactive gun, 76-мм батальонная пушка образца 1934 года (БПК)) bekannt. 
Im Winterkrieg wurden bei der Schlacht von Suomussalmi in der Nähe von Raate zwei Stück von finnischen Truppen erbeutet, die auf Lkw montiert waren. Eine wurde an das Deutsche Reich übergeben und beeinflusste dort, laut Bellamy, die deutsche Entwicklung. Britische Experten interessierten sich ebenfalls für die Waffe, verstanden aber anfangs das Prinzip nicht. In der Illustrated London News vom 6. April 1940 erschien ein Bericht über die Kanone. Mitte 1941 waren alle rückstoßfreien Geschütze von den sowjetischen Streitkräften ausgesondert und größtenteils verschrottet.
Das Design zeigt nach Chris Bellamy, wie fortgeschritten die Sowjetunion auf dem Gebiet der Entwicklung solcher Waffen damals war.
Erbeutete Waffen wurden von der Wehrmacht als 7,62 cm Rückstoßfreies Geschütz 299 (r) bezeichnet.